# Símbolos de Totatiche

Escudo de armas de Totatiche, Jalisco. (México).

Es un escudo de forma española. Su adopción como escudo representativo de Totatiche se hizo oficial en 1988.

## Descripción
En campo de azul unas nubes en su color puestas en jefe entre las que asoman unas manos extendidas hacia abajo y que muestra en ambas palmas unas laceraciones.
Por timbre una corona murada realzada de cuatro torres interpoladas de cuatro garitas de las cuales tres y dos son vistas respectivamente, de oro mazonadas de sable y con saeteras en torres y garitas, correspondiente a su rango de villa municipal.
Por adorno exterior una tarjeta moldurada en blanco con trascoles y follajes y dependencias en oro.

## Significado
Las dos manos extendidas hacia abajo sobre el campo de azur (azul) simbolizan a Dios Padre, su Divina Majestad, y con ellas se representa su cuidado paternal y providente, continuo y amante a nosotros.
Las dos llagas de las manos y el color de encarnación simbolizan a nuestro Buen Padre Jesús que crucificado puso el ejemplo de los primeros misioneros que evangelizaron estas tierras y martirizados dieron sus vidas por sus ovejas; asimismo simbolizan a los sacerdotes que en la época de la Cristiada derramaron su sangre para dar testimonio de su fe y, finalmente, simboliza el Seminario Conciliar que es donde los hijos de esta comarca aprenden a ser otros Cristo y reciben la consagración en sus manos.
El azur (azul) del esmalte de su campaña y las nubes puestas en jefe significan los cielos.

## Autor
La autoría de este escudo se atribuye al Licenciado Gabriel de Jesús Camarena y Gutiérrez de Lariz, quien lo elaboró en marzo de 1988.
- Datos: Q2906181